# NGC 1734
NGC 1734 ist die Bezeichnung eines offenen Sternhaufens im Sternbild Dorado. Das Objekt wurde am 28. November 1834 von John Herschel entdeckt.